# Trachinocephalus
Trachinocephalus là một chi cá trong họ Synodontidae. Cho tới năm 2016 người ta cho rằng chi này chỉ chứa 1 loài với danh pháp Trachinocephalus myops với sự phân bố gần như vòng quanh vùng biển nhiệt đới toàn cầu. Nghiên cứu năm 2016 của Polanco et al. chia tổ hợp loài này thành 3 loài, với sự phân bố được giới hạn lại như đề cập dưới đây.

## Các loài
Có 3 loài được ghi nhận:
- Trachinocephalus gauguini  Polanco F., Acero P & Betancur-R., 2016[1] - Quần đảo Marquesas.
- Trachinocephalus myops (J.R.Forster, 1801) - Đại Tây Dương.
- Trachinocephalus trachinus (Temminck & Schlegel, 1846)[1] - Ấn Độ Dương và tây Thái Bình Dương: Cá mối hoa.[3]